# Westin Hotels & Resorts

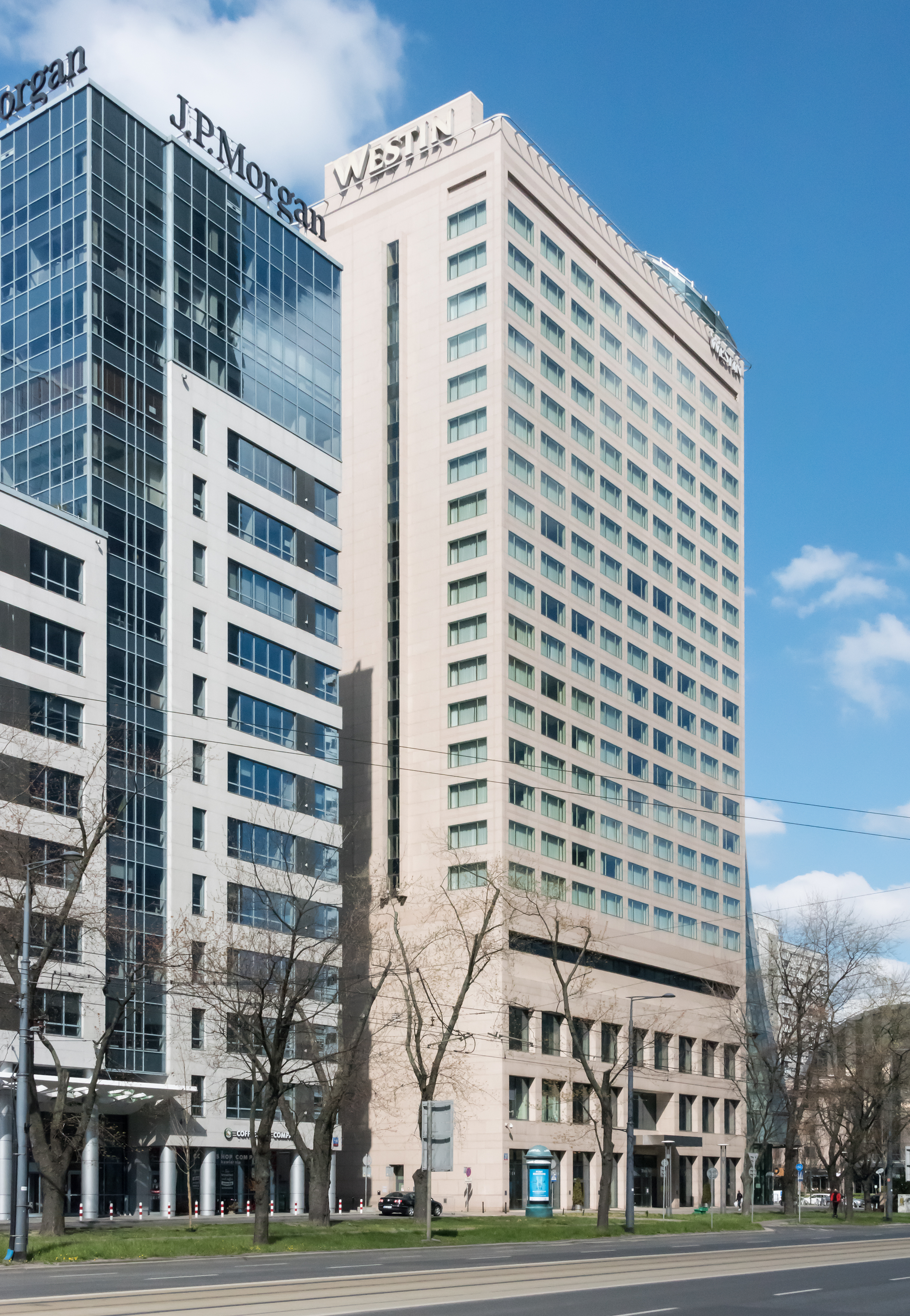
The Westin Warsaw w Warszawie

Westin Hotels & Resorts – międzynarodowa sieć hotelowa wchodząca w skład grupy Marriott International. Sieć posiada 232 działających hoteli, w których jest dostępnych 84 111 pokoi (31 grudnia 2021).

## Historia
W 1930 roku Severt W. Thurston i Frank Dupar z Seattle w stanie Waszyngton spotkali się niespodziewanie podczas śniadania w kawiarni hotelu Commercial w Yakima w stanie Waszyngton. Konkurencyjni właściciele hoteli postanowili utworzyć spółkę, która zajmie się wszystkimi ich nieruchomościami i pomoże uporać się z wyniszczającymi skutkami trwającego wielkiego kryzysu. Mężczyźni zaprosili Petera i Adolpha Schmidtów, którzy prowadzili pięć hoteli w rejonie Puget Sound, aby dołączyli do nich i razem założyli Western Hotels. Sieć składała się z 17 nieruchomości – 16 w stanie Waszyngton i jedna w Boise w stanie Idaho. Jej siedziba główna i biura znajdowały się we flagowej posiadłości, New Washington Hotel w Seattle. Western Hotels rozszerzył swoją działalność na Vancouver w Kanadzie i Portland w stanie Oregon w 1931, na Alaskę w 1939, a następnie w Kalifornii w 1941, przejmując zarządzanie hotelem Sir Francis Drake dzień po zbombardowaniu Pearl Harbor.
Dyrektor Western Hotels, Edward Carlson, przekonał Victora Bergerona do otwarcia swojej pierwszej franczyzowej restauracji Trader Vic's w hotelu sieci Benjamin Franklin w Seattle w 1949. Pierwotnie mały bar o nazwie The Outrigger został rozbudowany do pełnej restauracji w 1954 roku i przemianowany na Trader Vic’s w 1960. Ze względu na sukces restauracji, Bergeron współpracował z Western Hotels, aby otwierać kolejne restauracje w kolejnych hotelach. W 1955 firma Western Hotels przejęła zarządzanie słynnym hotelem Olympic w Seattle. Stał się on nowym okrętem flagowym sieci, a siedziba główna i biura zostały przeniesione z hotelu New Washington do nowo urządzonych biur na dwunastym piętrze hotelu Olympic, z okazji 25-lecia istnienia sieci.
Firma Western Hotels rozszerzyła swoją działalność na Hawaje w 1956, obejmując zarządzanie hotelem Hawaiian Village, zbudowanym przez Henry’ego J. Kaisera. Po ponad dwóch dekadach szybkiego wzrostu, w 1958 wiele jego obiektów zostało połączonych w jedną strukturę korporacyjną, koncentrując się na połączeniu hoteli pod wspólną tożsamością sieciową. Również w 1958 Western Hotels przejął zarządzanie trzema hotelami w Gwatemali, swoimi pierwszymi obiektami poza Stanami Zjednoczonymi i Kanadą. Western otworzył swój pierwszy hotel w Meksyku w 1961. W marcu tego samego roku otworzono pierwszy hotel zbudowany i będący własnością sieci, The Bayshore Inn w Vancouverze.
Edward Carlson został prezesem sieci w 1960 i przypisuje się mu sprowadzenie targów Century 21 Exposition do Seattle w 1962. Własny szkic Carlsona na serwetce przedstawiający wieżę z obrotową restauracją na szczycie, zainspirowany jego wizytą w wieży telewizyjnej w Stuttgarcie, był początkiem Space Needle w Seattle. Sieć zarządzała restauracją na szczycie Space Needle od jej otwarcia do 1982. Western Hotels zarządzało również pływającym hotelem na pokładzie oceanicznego liniowca Dominion Monarch, zacumowanego w porcie w Seattle podczas targów.
W styczniu 1963 zmieniono nazwę sieci na Western International Hotels, w związku z ekspansją poza granice Stanów Zjednoczonych. W 1970 firma Western International została przejęta przez UAL Corporation, a Edward Carlson został prezesem i dyrektorem generalnym tej firmy i zarazem United Airlines. W 1975 sieć kupuje za 25 mln USD Hotel Plaza w Nowym Jorku.
5 stycznia 1981 firma ponownie zmieniła nazwę na Westin Hotels (skrót od słów Western International). Flagowy hotel sieci Washington Plaza w Seattle był pierwszym obiektem, który został przemianowany, stając się The Westin Seattle 1 września 1981. W tym samym roku Westin otworzył nową siedzibę firmy bezpośrednio po drugiej stronie ulicy w budynku Westin.
W 1987 prezes UAL, Richard Ferris, ogłosił plan reorganizacji UAL jako Allegis Corporation, konglomeratu turystycznego wraz z United Airlines, Hertz Rent a Car, Hilton International Hotels i Westin, połączonego przez system rezerwacyjny Apollo. Ta strategia jednak się nie powiodła i Allegis sprzedał Westin w 1988 japońskiej korporacji Aoki Corporation za 1,35 mrd USD. Aoki natychmiast sprzedał Hotel Plaza Donaldowi Trumpowi za 390 mln USD.
W 1994 Aoki zgodził się sprzedać Westin firmie inwestycyjnej Starwood Capital Group (matce Starwood Hotels and Resorts Worldwide) i Goldman Sachs z ogromną stratą za 561 mln USD, ale do czasu zamknięcia sprzedaży w maju 1995 kupujący wynegocjowali cenę do 537 mln USD. W 1998 Starwood przejął pełną własność firmy. W 2016 natomiast Marriott International przejął Starwood, stając się największą na świecie firmą hotelarską.

## Ciekawostki
Westin był pierwszą siecią hotelową, która wprowadziła karty kredytowe dla gości (w 1946), całodobową obsługę pokoju (1969) i osobistą pocztę głosową w każdym pokoju (1991). W 1999 firma Westin zaczęła sprzedawać materace Heavenly Bed znajdujące się w obiektach Westin i produkowane przez firmę Simmons Bedding Company. W 2005 Westin nawiązał współpracę z firmą Nordstrom, która dostarczała firmie materace i pościel. W 2011 firma Westin rozpoczęła sprzedaż materacy i pościeli Heavenly w sklepach Pottery Barn.

## Hotele
Do sieci Westin Hotels & Resorts należą 242 hotele na całym świecie, w tym 19 hoteli w Europie. W Polsce działa jeden hotel Westin (14 lutego 2023).

### Afryka
- Egipt

- The Westin Cairo Golf Resort & Spa, Katameya Dunes

- Mauritius

- The Westin Turtle Bay Resort & Spa, Mauritius

- Południowa Afryka

- The Westin Cape Town

### Ameryka Południowa
- Brazylia

- The Westin Porto de Galinhas, an All-Inclusive Resort

- Peru

- The Westin Lima Hotel & Convention Center

### Ameryka Północna
- Kanada

| • Le Westin Montreal                                   | • The Westin Calgary Airport         | • The Westin Ottawa                        |
| • Le Westin Tremblant                                  | • The Westin Edmonton                | • The Westin Resort & Spa, Whistler        |
| • The Westin Bayshore, Vancouver                       | • The Westin Harbour Castle, Toronto | • The Westin Toronto Airport               |
| • The Westin Bear Mountain Golf Resort & Spa, Victoria | • The Westin Nova Scotian            | • The Westin Trillium House, Blue Mountain |
| • The Westin Calgary                                   |                                      |                                            |

- Stany Zjednoczone

- Alabama

- The Westin Birmingham
- The Westin Huntsville

- Arizona

| • The Westin Kierland Resort & Spa  |
| • The Westin La Paloma Resort & Spa |
| • The Westin Phoenix Downtown       |
| • The Westin Tempe                  |

- Delaware

- The Westin Wilmington

- Floryda

| • The Westin Cape Coral Resort at Marina Village | • The Westin Sarasota        |
| • The Westin Fort Lauderdale                     | • The Westin Tampa Bay       |
| • The Westin Fort Lauderdale Beach Resort        | • The Westin Tampa Waterside |
| • The Westin Lake Mary, Orlando North            | • Walt Disney World Swan     |

- Georgia

| • The Westin Atlanta Airport         | • The Westin Jekyll Island                     |
| • The Westin Atlanta Gwinnett        | • The Westin Peachtree Plaza, Atlanta          |
| • The Westin Atlanta Perimeter North | • The Westin Savannah Harbor Golf Resort & Spa |
| • The Westin Buckhead Atlanta        |                                                |

- Hawaje

| • Moana Surfrider, A Westin Resort & Spa, Waikiki Beach |
| • The Westin Hapuna Beach Resort                        |
| • The Westin Maui Resort & Spa, Ka’anapali              |

- Illinois

| • The Westin Chicago Lombard     | • The Westin Chicago River North     |
| • The Westin Chicago North Shore | • The Westin Michigan Avenue Chicago |
| • The Westin Chicago Northwest   | • The Westin O’Hare                  |

- Indiana

- The Westin Indianapolis

- Kalifornia

| • The Westin Anaheim Resort                          | • The Westin Monache Resort, Mammoth         | • The Westin Sacramento                | • The Westin San Jose                                  |
| • The Westin Bonaventure Hotel & Suites, Los Angeles | • The Westin Palo Alto                       | • The Westin San Diego Bayview         | • The Westin South Coast Plaza, Costa Mesa             |
| • The Westin Carlsbad Resort & Spa                   | • The Westin Pasadena                        | • The Westin San Diego Gaslamp Quarter | • The Westin St. Francis San Francisco on Union Square |
| • The Westin Long Beach                              | • The Westin Rancho Mirage Golf Resort & Spa | • The Westin San Francisco Airport     | • The Westin Verasa Napa                               |
| • The Westin Los Angeles Airport                     |                                              |                                        |                                                        |

- Karolina Południowa

- The Westin Hilton Head Island Resort & Spa
- The Westin Poinsett, Greenville

- Karolina Północna

- The Westin Charlotte
- The Westin Raleigh-Durham Airport

- Kolorado

| • The Westin Denver Downtown                                   | • The Westin Riverfront Resort & Spa, Avon, Vail Valley |
| • The Westin Denver International Airport                      | • The Westin Westminster                                |
| • The Westin Riverfront Mountain Villas, Beaver Creek Mountain |                                                         |

- Luizjana

- The Westin New Orleans

- Maine

- The Westin Portland Harborview

- Maryland

| • The Westin Annapolis                          |
| • The Westin Baltimore Washington Airport – BWI |
| • The Westin Washington National Harbor         |

- Massachusetts

| • The Westin Boston Seaport District |
| • The Westin Copley Place, Boston    |
| • The Westin Waltham Boston          |

- Michigan

| • The Westin Book Cadillac Detroit        |
| • The Westin Detroit Metropolitan Airport |
| • The Westin Southfield Detroit           |

- Minnesota

- The Westin Edina Galleria
- The Westin Minneapolis

- Missisipi

- The Westin Jackson

- Missouri

- The Westin Kansas City at Crown Center
- The Westin St. Louis

- Nevada

- The Westin Lake Las Vegas Resort & Spa
- The Westin Las Vegas Hotel & Spa

- New Jersey

| • The Westin Governor Morris, Morristown    |
| • The Westin Jersey City Newport            |
| • The Westin Mount Laurel                   |
| • The Westin Princeton at Forrestal Village |

- Nowy Jork

| • The Westin Buffalo                  |
| • The Westin New York at Times Square |
| • The Westin New York Grand Central   |

- Ohio

| • The Westin Cincinnati              |
| • The Westin Cleveland Downtown      |
| • The Westin Great Southern Columbus |

- Pensylwania

- The Westin Philadelphia
- The Westin Pittsburgh

- Teksas

| • The Westin at The Woodlands          | • The Westin Dallas Park Central                 | • The Westin Galleria Houston       | • The Westin Irving Convention Center at Las Colinas |
| • The Westin Austin at The Domain      | • The Westin Dallas Southlake                    | • The Westin Houston Downtown       | • The Westin Oaks Houston at the Galleria            |
| • The Westin Austin Downtown           | • The Westin Dallas Stonebriar Golf Resort & Spa | • The Westin Houston Medical Center | • The Westin Riverwalk, San Antonio                  |
| • The Westin Dallas Downtown           | • The Westin Galleria Dallas                     | • The Westin Houston, Memorial City | • The Westin San Antonio North                       |
| • The Westin Dallas Fort Worth Airport |                                                  |                                     |                                                      |

- Tennessee

| • The Westin Chattanooga          |
| • The Westin Memphis Beale Street |
| • The Westin Nashville            |

- Waszyngton

- The Westin Bellevue
- The Westin Seattle

- Waszyngton DC

- The Westin Georgetown, Washington D.C.
- The Westin Washington, D.C. City Center

- Wirginia

| • The Westin Alexandria Old Town                  | • The Westin Richmond                   |
| • The Westin Arlington                            | • The Westin Tysons Corner              |
| • The Westin Crystal City Reagan National Airport | • The Westin Virginia Beach Town Center |
| • The Westin Reston Heights                       | • The Westin Washington Dulles Airport  |

- Wisconsin

- The Westin Milwaukee

### Ameryka Środkowa & Karaiby
- Dominikana

- The Westin Puntacana Resort & Club

- Gwatemala

- The Westin Camino Real, Guatemala

- Kajmany

- The Westin Grand Cayman Seven Mile Beach Resort & Spa

- Kostaryka

- The Westin Reserva Conchal, an All-Inclusive Golf Resort & Spa

- Meksyk

| • The Westin Cozumel         | • The Westin Resort & Spa, Puerto Vallarta |
| • The Westin Guadalajara     | • The Westin Santa Fe, Mexico City         |
| • The Westin Monterrey Valle |                                            |

- Panama

- The Westin Panama
- The Westin Playa Bonita Panama

- Wyspy Dziewicze Stanów Zjednoczonych

- The Westin Beach Resort & Spa at Frenchman’s Reef

### Australia & Oceania
- Australia

| • The Westin Brisbane  |
| • The Westin Melbourne |
| • The Westin Perth     |

- Fidżi

- The Westin Denarau Island Resort & Spa, Fiji

- Guam

- The Westin Resort Guam

### Azja
- Bangladesz

- The Westin Dhaka

- Chiny

| • The Westin Beijing Chaoyang            | • The Westin Fuzhou Minjiang      | • The Westin Ningbo                   | • The Westin Shimei Bay Resort      | • The Westin Xiamen                      |
| • The Westin Beijing Financial Street    | • The Westin Guangzhou            | • The Westin Pazhou                   | • The Westin Tashee Resort, Taoyuan | • The Westin Xi’an                       |
| • The Westin Blue Bay Resort & Spa       | • The Westin Haikou               | • The Westin Qingdao                  | • The Westin Tianjin                | • The Westin Yilan Resort                |
| • The Westin Bund Center, Shanghai       | • The Westin Hefei Baohe          | • The Westin Qingdao West Coast       | • The Westin Wenzhou                | • The Westin Zhongshan Guzhen            |
| • The Westin Changbaishan Resort         | • The Westin Nanjing Resort & Spa | • The Westin Sanya Haitang Bay Resort | • The Westin Wuhan Wuchang          | • The Westin Zhujiajian Resort, Zhoushan |
| • The Westin Chongqing Liberation Square | • The Westin Nanjing Xuanwu Lake  | • The Westin Shenzhen Nanshan         |                                     |                                          |

- Filipiny

- The Westin Manila Sonata Place

- Indie

| • The Westin Chennai Velachery   | • The Westin Kolkata Rajarhat   | • The Westin Pushkar Resort & Spa    |
| • The Westin Goa                 | • The Westin Mumbai Garden City | • The Westin Resort & Spa, Himalayas |
| • The Westin Gurgaon, New Delhi  | • The Westin Mumbai Powai Lake  | • The Westin Sohna Resort & Spa      |
| • The Westin Hyderabad Mindspace | • The Westin Pune Koregaon Park |                                      |

- Indonezja

| • The Westin Jakarta                 |
| • The Westin Resort Nusa Dua, Bali   |
| • The Westin Resort & Spa Ubud, Bali |
| • The Westin Surabaya                |

- Japonia

| • The Westin Miyako Kyoto   | • The Westin Sendai   |
| • The Westin Osaka          | • The Westin Tokyo    |
| • The Westin Rusutsu Resort | • The Westin Yokohama |

- Korea Południowa

- The Westin Josun Busan
- The Westin Josun Seoul

- Malediwy

- The Westin Maldives Miriandhoo Resort

- Malezja

| • The Westin Desaru Coast Resort   |
| • The Westin Kuala Lumpur          |
| • The Westin Langkawi Resort & Spa |

- Singapur

- The Westin Singapore

- Tajlandia

- The Westin Grande Sukhumvit, Bangkok
- The Westin Siray Bay Resort & Spa, Phuket

- Wietnam

- The Westin Resort & Spa Cam Ranh

### Bliski Wschód
- Bahrajn

- The Westin City Centre Bahrain

- Jordania

- The Westin Saraya Aqaba

- Katar

- The Westin Doha Hotel & Spa

- Zjednoczone Emiraty Arabskie

- The Westin Abu Dhabi Golf Resort & Spa
- The Westin Dubai Mina Seyahi Beach Resort & Marina

### Europa
- Chorwacja: Zagrzeb The Westin Zagreb
- Francja: Paryż The Westin Paris – Vendôme
- Grecja: Costa Navarino The Westin Resort, Costa Navarino
- Hiszpania:

- Madryt The Westin Palace, Madrid
- Marbella The Westin La Quinta Golf Resort & Spa, Benahavis, Marbella
- Walencja The Westin Valencia

- Irlandia: Dublin The Westin Dublin
- Malta: St. Julian’s The Westin Dragonara Resort, Malta
- Niemcy:

- Berlin The Westin Grand Berlin
- Frankfurt nad Menem The Westin Grand Frankfurt
- Hamburg The Westin Hamburg
- Lipsk The Westin Leipzig
- Monachium The Westin Grand Munich

- Polska: Warszawa The Westin Warsaw, Al. Jana Pawla II 21
- Turcja: Stambuł The Westin Istanbul Nisantasi
- Wielka Brytania: Londyn The Westin London City
- Włochy:

- Florencja The Westin Excelsior, Florence
- Mediolan The Westin Palace, Milan
- Rzym The Westin Excelsior, Rome